# Louis Vivien de Saint-Martin
Louis Vivien de Saint-Martin (ur. 22 maja 1802 w Saint-Martin-de-Fontenay, zm. 26 grudnia 1896 lub 3 stycznia 1897 w Paryżu) – francuski geograf, historyk geografii i odkryć geograficznych.
Był jednym z założycieli Towarzystwa Geograficznego w Paryżu. W latach 1863–1876 prowadził wydawnictwo Année géographique. W 1873 roku napisał pracę pt. Histoire de la géographie et de découvertes géographiques. Uczestniczył również w pracach nad siedmiotomowym słownikiem geograficznym pt. Nouveau dictionnaire de géographie universelle, wydanym w latach 1879–1900 i atlasem powszechnym pt. Atlas universel de géographie z 1877 roku.